# کلانتر (قصرشیرین)
کلانتر روستایی در دهستان فتح‌آباد بخش مرکزی شهرستان قصرشیرین استان کرمانشاه ایران است. این روستا در حاشیه رود الوند و جنب روستای نصرآباد سیداحمد است.

## جمعیت
بر پایه سرشماری عمومی نفوس و مسکن در سال ۱۳۹۵ جمعیت این روستا ۸۴ نفر (۳۱خانوار) بوده‌است.